# Favonigobius reichei
Favonigobius reichei är en fiskart som först beskrevs av Bleeker, 1853.  Favonigobius reichei ingår i släktet Favonigobius och familjen smörbultsfiskar. IUCN kategoriserar arten globalt som nära hotad. Inga underarter finns listade i Catalogue of Life.